# 凉水河湿地
凉水河湿地是一座正在建设的湿地公园，位于北京市通州区张家湾镇，北至凉水河，南至京津高速，西至凉水河，东至京哈高速。

## 一期
一期项目总面积8477.8亩，其中新增造林2464.5亩、改造提升6013.3亩。主要包括移植常绿乔木1.3万株、落叶乔木4.6万株、亚乔木3608株、灌木1443株，新植常绿乔木1.6万株、落叶乔木3.7万株、亚乔木3.1万株、灌木3.2万株、色带3.9万平米、攀援植物43.1万株、水生植物8万平米、地被144.6万平方米，并将建设配套服务设施、灌溉及电气工程等。项目总投资48774万元。。